# Bucsum-Szát
Bucsum-Szát románul: Bucium-Sat, falu Romániában, Erdélyben, Fehér megyében. Közigazgatásilag Bucsony községhez tartozik.

## Fekvése
Bucsony közelében fekvő település.

## Története
Bucsum-Szát korábban Bucsony része volt, 1941-ben 572 román lakossal. 1956-ban különvált Dogăreşti és Valea Abruzel, ekkor 232 lakosa volt.
1966-ban 198, 1977-ben 205 román lakosa volt. 1992-ben 204 lakosából 202 román, 2 magyar volt. 2002-ben pedig 185 román lakosa volt.